# Trichloormethaansulfenylchloride
Trichloormethaansulfenylchloride is een organische verbinding met als brutoformule CCl4S. Het is een vluchtige gele, olie-achtige vloeistof met een scherpe geur, die giftig is bij inademing.

## Synthese
De Duitse scheikundige B. Rathke synthetiseerde voor het eerst rond 1870 trichloormethaansulfenylchloride, door de chlorering van koolstofdisulfide met een jodiumkatalysator. Dit principe wordt nog steeds gebruikt. De voornaamste reacties die daarbij optreden zijn:
{\displaystyle {\ce {CS2 + 3 Cl2 -> CCl3SCl + SCl2}}}
{\displaystyle {\ce {2 CS2 + 5 Cl2 -> 2 CCl3SCl + S2Cl2}}}
{\displaystyle {\ce {CS2 + Cl2 -> S2Cl2 + CCl4}}}
De voornaamste nevenproducten die ontstaan zijn dus zwavelchloride, zwaveldichloride en tetrachloormethaan. De vorming van bijproducten kan onderdrukt worden door de reactie uit te voeren in aanwezigheid van een verbinding met twee carbonylgroepen, zoals een diketon.

## Toepassingen
De stof is een tussenproduct in de synthese van de fungiciden captan en folpet, en van kleurstoffen. Ze kan ook gebruikt worden voor de synthese van thiofosgeen (CSCl2).
De stof werd tijdens de Eerste Wereldoorlog door Frankrijk en Rusland gebruikt als gifgas onder de naam "clairsit". Ze bleek daarvoor weinig geschikt, omdat ze gemakkelijk volledig geadsorbeerd wordt in een gasmasker met actieve kool.

## Toxicologie en veiligheid
De stof ontleedt bij verhitting met vorming van giftige en corrosieve dampen, waaronder waterstofsulfide en zwaveloxiden. De stof ontleedt bij contact met water met vorming van waterstofchloride, zwaveldioxide en koolstofdioxide. Ze reageert met basen, oxiderende en reducerende stoffen. Trichloormethaansulfenylchloride tast vele metalen aan.